# Parenkym
Parenkym är den funktionella vävnaden i ett organ, exempelvis hepatocyterna i levern. Inom botanik är parenkym bland annat bladköttet (mesofyll), grundvävnaden inuti ett blad, men parenkymceller kan också förekomma i andra typer av växtvävnad.

## Hos växter
Parenkymceller hos växter är den grundvävnad, som huvudsakligen svarar för syntes (t. ex. bladets palissadvävnad och svampparenkym) och upplagring av ämnen (t. ex. stammens och rotens märg och cortex och frövitan).
Parenkymcellerna är levande, tunnväggiga och ofta rundade, och förekommer bland annat i splintved.